# 邏輯矩陣
逻辑矩阵（或者布尔矩阵）是由布尔域B = {0, 1}组成的矩阵。这样的矩阵可以用来表示一对有限集合之间的二元关系。

## 关系的矩阵表示
如果R是有限集合X和Y之间的一个二元关系（ R ⊆ X×Y），那么R可以用矩阵M来表示，M的行索引和列索引由X和Y两个集合分别给出。M的元素定义如下：
{\displaystyle M_{i,j}={\begin{cases}1&(i,j)\in R\\0&(i,j)\not \in R\end{cases}}}
注意，在以上定义中，假设了矩阵索引可以出自任意有限集合。如果要求索引是来自某集合 {1, 2, ..., n}的整数，必须用一个n维的有限集合与集合 {1, 2, ..., n}的双射（一一对应）来把原来集合的元素表示成整数。

## 例子
自然数集合{1, 2, 3, 4}的二元关系整除由以下自然数对集合组成：
{(1, 1), (1, 2), (1, 3), (1, 4), (2, 2), (2, 4), (3, 3), (4, 4)}.
相应的布尔矩阵表示为：
{\displaystyle {\begin{pmatrix}1&1&1&1\\0&1&0&1\\0&0&1&0\\0&0&0&1\end{pmatrix}}.}

## 一些性质
表示有限集合上的相等关系矩阵是单位矩阵，即对角线的元素均为1，其他元素为0。
如果布尔域被看作是半环的，加法对应于逻辑或，乘法对应于逻辑与，两个关系的合成的矩阵表示等于表示这些关系的矩阵的矩阵乘法。